# Neuvy-en-Beauce
Neuvy-en-Beauce – miejscowość i gmina we Francji, w Regionie Centralnym, w departamencie Eure-et-Loir.
Według danych na rok 1990 gminę zamieszkiwało 180 osób, a gęstość zaludnienia wynosiła 11 osób/km² (wśród 1842 gmin Regionu Centralnego Neuvy-en-Beauce plasuje się na 959. miejscu pod względem liczby ludności, natomiast pod względem powierzchni na miejscu 817.).